# Carnosaur 3: Primal Species
Carnosaur 3: Primal Species è un film del 1996 diretto da Jonathan Winfrey.
Prodotto da Roger Corman, il film è una pellicola horror fantascientifica, seguito di Carnosaur - La distruzione (1993) e di Carnosaur 2 (1995).

## Trama
Un velivolo militare viene rubato da alcuni terroristi irlandesi convinti che trasporti un carico di uranio. In realtà i soldati stanno trasportando in un laboratorio di ricerca tre raptor creati a scopi militari. Uccisi i terroristi, gli animali si rifugiano in un magazzino abbandonato e cominciano a riprodursi rapidamente.
Una squadra speciale guidata dal colonnello Rance Higgins, chiamato dal generale Mercer, interviene e anche loro trovano pezzi di corpi e parti di un camion frigorifero. Entrano attraverso le finestre del magazzino fino a quando due non vengono uccisi da alcuni raptor. I sopravvissuti rientrano alla base e apprendono dalla dottoressa Hodges che questi sono dinosauri clonati. Per ragioni false (come l'uso degli animali in campo medico) i dinosauri devono essere catturati vivi.
Al porto si trova una spedizione massiccia di carne, così i dinosauri cacciano in quella zona. Higgins e i suoi uomini incontrano un'unità di marines che sono venuti a dare supporto e che decidono di creare una trappola. Tuttavia Polchek viene trascinato da un raptor e salvato da Higgins. Creduto morto, il raptor viene trasportato alla base. Qui si risveglia e scappa. La dottoressa Hodges ipotizza che nel luogo dove è stato trascinato Polchek ci sia il nido dei dinosauri.
Il piano successivo è quello di trasportare la struttura verso il Pacifico e congelare i dinosauri in qualche modo. Ma mentre visitano il ponte due soldati vengono uccisi dai raptor. Rance si ricongiunge con la dottoressa Hodges e gli ultimi due marines e progettano di far esplodere la nave. Hodges e Rance sono gli unici a scampare ai raptor e al t-rex. Quest'ultimo riesce a incastrarli in alcuni container. Rance getta un esplosivo nella bocca del dinosauro che lo fa esplodere, riuscendo ad abbandonare la nave prima che questa venga distrutta.